# 삼산초등학교 (합천군)
삼산초등학교는 대한민국 경상남도 합천군 대병면 장단리 755에 있었던 공립 초등학교이다.

## 연혁
- 1940년 10월 8일 대병공립심상소학교 삼산간이학교 개교
- 1942년 4월 1일 대병공립국민학교 장단분교장
- 1948년 3월 25일 삼산국민학교 개교
- 1996년 3월 1일 삼산초등학교로 개칭
- 1998년 9월 1일 대병초등학교로 통합(49회 2612명 졸업)